# Armando Lozano
Armando Lozano Sánchez, más conocido como Armando (Motril, Granada, 16 de diciembre de 1984) es un exfutbolista español. Armando jugaba  como defensa y actualmente se encuentra retirado por una lesión en la rodilla.

## Clubes
| Club                       | País           | Periodo    | Liga PJ (G) | Copa PJ (G) |
| -------------------------- | -------------- | ---------- | ----------- | ----------- |
| Motril CF                  | España         | 2001-2002  | 7 (0)       | -           |
| Málaga CF                  | España         | 2002-2006  | 62 (0)      | -           |
| Los Palacios               | España         | 2003-2004  | 15 (0)      | -           |
| Málaga CF                  | España         | 2004-2007  | 25 (0)      | 4 (0)       |
| Levante UD                 | España         | 2007-2008  | 12 (0)      | 1 (0)       |
| FC Cartagena               | España         | 2008-2009  | 28 (2)      | -           |
| FC Barcelona B             | España         | 2009-2012  | 51 (2)      | -           |
| Tiburones Rojos            | México         | 2012-2012  | 4 (1)       | 4 (0)       |
| Córdoba C.F                | España         | 2012-2014  | 27 (2)      | 1 (0)       |
| New York Red Bulls         | Estados Unidos | 2014-2015  | 19 (0)      | 1 (0)       |
| Elche Club de Fútbol       | España         | 2015- 2017 |             |             |
| Club de Fútbol Fuenlabrada | España         | 2017-2018  |             |             |
| Salamanca CF UDS           | España         | 2018-2019  |             |             |